# Arguenos
Arguenos é uma comuna francesa na região administrativa da Occitânia, no departamento do Alto Garona. Estende-se por uma área de 11.09 km², com 77 habitantes, segundo o censo de 2018, com uma densidade de 6.9 hab/km².